# Omar M’Baki
Omar Momodou M’Baki (* um 1923 in Kolikunda, Sami (Distrikt); † 27. August 1994) war in der westafrikanischen britischen Kolonie Gambia und nach der Unabhängigkeit Gambias Seyfo und Politiker.

## Leben
M’Baki, ein Tukulor aus dem Distrikt Sami in MacCarthy Island (heute Central River Region), ging auf die Methodist Boys’ High School in Bathurst; anschließend besuchte er das Njala Teacher Training College in Sierra Leone für eine Ausbildung als Lehrer. Ab 1947 unterrichtete M’Baki an der Armitage School. Nach dem Tode seines Vaters verließ er 1949 den Schuldienst und wurde Nachfolger seines Vaters als Seyfo im Distrikt Sami. Später wurde er Direktor des Gambia Oilseeds Marketing Board.
Nach den Wahlen 1951 wurde er als einer aus dem Protektorat im Legislativrat (Legislative Council) berufen und behielt diese Position bis 1960. Auch im House of Representatives wurde M’Baki nach den Wahlen 1960 als einer von fünf ernannten Mitgliedern gewählt, er galt als einer der gebildeten Seyfolu (auch: Protectorate chiefs). Von Gouverneur Edward Windley wurde er Minister für Arbeit und Dienstleistungen (zeitweise als Minister für Arbeit und Kommunikation) im Exekutivrat (Executive Council) eingesetzt. Bei den folgenden Wahlen 1962, bei denen die Seyfolu eine eigene separate Wahl für die zusätzlichen Sitze im House of Representatives abhielten, erreichte M’Baki die meisten Stimmen. Die Regierung von Dawda Jawara (People’s Progressive Party, PPP) ernannte ihn zum Minister für Kommunikation im Kabinett Jawara I. Dieses Ressort wurde ihm Oktober 1963 entzogen. Im September 1964 trat er aus dem Kabinett aus. Danach wurde von Jawara kein Seyfo mehr in die Regierung als Minister eingebunden.
Er erlangte die Position als Seyfo im Distrikt Sami zurück. Im März 1965 verloren er und sechs weitere Seyfolu diese Position wieder, sie wurden entlassen oder gezwungen zurückzutreten. Ihnen wurde eine regierungskritische Einstellung zur Last gelegt. M’Baki zog sich aus dem politischen Leben zurück und trieb eine Karriere als Geschäftsmann voran. Eher auf ein Versäumnis zurückführen ist, dass er als parteiloser Kandidat bei der Parlamentswahlen 1977 im Wahlkreis Sami antrat. Den Wahlkreis gewann Kebba N. Leigh, der Kandidat der PPP. M’Baki war danach nicht wieder politisch aktiv.